# Batalha de Zikim
A Batalha de Zikim (em hebraico: קרב זיקים, em árabe: معركة زيكيم) foi um combate que aconteceu em 7 de outubro de 2023, quando o Hamas lançou um ataque em grande escala contra o sul de Israel. A batalha foi travada na região israelense de Zikim, que inclui um kibutz e a base militar Bahad 4. A luta foi sangrenta, mas Israel foi capaz de expulsar os militantes islamitas de seu território.

## Ataque inicial
Na manhã de 7 de outubro às 04h40 GMT, o Hamas enviou várias embarcações de Gaza em direção às praias de Zikim. Duas lanchas infláveis e duas outras embarcações foram destruídas pelo 916º Esquadrão de Patrulha da Base Naval de Ashdod em seu caminho até lá, mas o restante conseguiu desembarcar na praia de Zikim. Houve também uma violação na barreira de Gaza, cerca de 1,5 km ao sul de Bahad 4, na mesma época em que os soldados do Hamas passaram.
Os soldados do Hamas invadiram Bahad 4, uma base de treinamento para recrutas militares básicos das IDF. A maioria dos soldados na base de treinamento estava há apenas 4 semanas nas IDF. Soldados veteranos na base enfrentaram os militantes enquanto recrutas menos experientes buscaram abrigo, e os combates intensos prosseguiram por horas. Às 07h00, as IDF emitiram um comunicado informando que Bahad 4 havia sido penetrada e perdida. Os militantes do Hamas avançaram em direção ao kibutz, mas foram derrotados por civis armados, alguns dos quais eram oficiais de folga. Os confrontos dentro do kibutz continuaram após 7 de outubro.

## Após 7 de outubro
Na manhã de 8 de outubro, o 916º esquadrão de patrulha matou cinco militantes do Hamas na praia de Zikim.
Em 10 de outubro, o Conselho Regional de Hof Ashkelon informou que as forças israelenses estavam combatendo militantes palestinos perto do cruzamento do gasoduto Trans-Israel.
Em 11 de outubro, as IDF afirmaram ter matado oito militantes do Hamas em Zikim.